# USS LST-413
O USS LST-413 foi um navio de guerra norte-americano da classe LST que operou durante a Segunda Guerra Mundial.